# Cvrčkova (Praha)
Cvrčkova je ulice v lokalitě Hutě (Na Hutích) v katastrálním území Hloubětín (západní část) a Kyje (východní část) na Praze 14. Spojuje ulici Za Černým mostem a Vizovickou. Od západu do ní postupně ústí ulice Římovská, Stropnická, dále ji protíná Branská a pak do ní ústí Burdova a Pýrová. Ulice má přibližný západovýchodní průběh.

## Historie a názvy
Původ názvu ulice je neznámý. Neuvádí se ani, kdy ulice vznikla. Před připojením Kyjí k Praze v roce 1968 byla pojmenována podle českého básníka, novináře a politika Karla Havlíčka Borovského (1821–1856) a nesla název Borovského. V roce 2008 byla prodloužena západním směrem (hloubětínský úsek).

## Zástavba a charakter ulice
V západním (hloubětínském) úseku ulice je na severní straně pole, dá se však předpokládat brzká zástavba, na jižní straně jsou jednopatrové rodinné domy, které mají jednotnou podobu, částečně z neomítnutých cihel se zahradami. Ve východním (kyjském) úseku je na severní straně několik vil a rodinných domů se zahradami a opět pole, na jižní straně jsou vesměs jednopatrové rodinné domy se zahradami.
Povrch ulice je částečně asfaltový, v některých úsecích je ze zámkové dlažby (stav 2018).